# Progresywna Narodowa Konwencja Baptystyczna
Progresywna Narodowa Konwencja Baptystyczna (ang. Progressive National Baptist Convention, PNBC) – afroamerykański baptystyczny związek wyznaniowy, który narodził się w 1961 roku w Cincinnati (USA). Narodzenie Kościoła było efektem walk pastora Martina Luthera Kinga o równość dla Afroamerykanów.  
Kościół w swojej nauce kładzie nacisk na prawa obywatelskie i sprawiedliwość społeczną. Był jedną z pierwszych organizacji, które publicznie sprzeciwiały się wojnie w Wietnamie. Jest to także jedna z niewielu konwencji baptystycznych, które wyświęcają kobiety na duchownych. 
W 2017 roku Kościół w USA liczył 1,5 mln wiernych w 1200 zborach. PNBC posiada swoje oddziały także w Ameryce Środkowej, Afryce i Wielkiej Brytanii. Jest członkiem Światowej Rady Kościołów i Światowego Związku Baptystycznego.